# Gliese 644
Gliese 644 (GJ 644 / Wolf 630 / LHS 428) és un sistema estel·lar distant 18,7 anys llum del sistema solar. Situat a la constel·lació del Serpentari, té magnitud aparent +9,72, per la qual cosa no és visible a ull nu. Actualment es considera que és un sistema estel·lar quíntuple, el sistema d'aquestes característiques més proper a nosaltres, sent totes les seves components nanes vermelles. La seva edat aproximada és de 5.000 milions d'anys. La designació alternativa de Wolf 630 forma el nom d'un grup d'estrelles en moviment que comparteixen un moviment similar a través de l'espai.

## Components interiors
L'estudi de la multiplicitat del sistema va començar en 1934 en observar-se que Gliese 644 era un estel binari visual les components del qual, Gliese 644 A i B, estaven separades 0,218 segons d'arc. En 1947, variacions observades en les velocitats radials van suggerir que una de les dues components visuals era una binària espectroscòpica. Atès que l'estel més tènue, Gliese 644 B, era més massiva que la seva companya, es va arribar a la conclusió que Gliese 644 B era la binària espectroscòpica de curt període.
El període orbital de Gliese 644 A i B és de 627 dies, sent la separació mitjana entre ambdós estels d'aproximadament 1,25 ua. Les components que formen la binària espectroscòpica, Gliese 644 Ba i Gliese 644 Bb, completen una òrbita cada 2,965 dies. La inclinació relativa de les dues òrbites és molt petita, sent pràcticament coplanars.
Les masses dels tres estels són similars; Gliese 644 A, nana vermella de tipus espectral M2.5V, té una massa de 0,41 masses solars, sent les masses respectives de Gliese 644 Ba i Gliese 644 Bb 0,34 i 0,30 masses solars.
Una o diverses de les tres components són estrelles fulgurants, per la qual cosa Gliese 644 rep la denominació de variable V1054 Ophiuchi.

## Components exteriors
Hom pensa que altres dos estrelles, molt més allunyades, estan associades amb el sistema estel·lar triple Gliese 644. La primera d'elles, Gliese 643 (GJ 643 / Wolf 629 / LHS 427), és una nana vermella de tipus M3.5V visualment a 72 segons d'arc, la qual cosa equival a una separació real de més de 400 ua. La segona d'elles, Gliese 644 C o Gliese 644 D (LHS 429 / VB 8), és un estel molt tènue de tipus M7.0V a 220 segons d'arc de Gliese 644. Aquesta última està catalogada com un estel fulgurant. V1054 Ophiuchi / Gliese 643 té el major nombre d'estrelles de tots els sistemes estel·lars ubicats a 10 pc de la Terra.